# Rhopalochernes beckeri
Rhopalochernes beckeri är en spindeldjursart som beskrevs av Beier 1953. Rhopalochernes beckeri ingår i släktet Rhopalochernes och familjen blindklokrypare. Inga underarter finns listade i Catalogue of Life.